# Євгенія Ситник
Євге́нія Си́тник (1 травня 1900, Тернопіль — 6 лютого 1975, Вінніпег, Канада) — журналіст, редактор, педагог, громадська діячка, від 1927 року у Канаді.

## Життєпис
Закінчила гімназію в Тернополі. Активістка товариств «Бесіда», «Молода Громада» та інших. У 1927 році приїхала до Канади зі своїм чоловіком Степаном Ситником. Працювала в жіночих школах, «Просвіті» та організації ім. Лесі Українки при Народному домі у Вінніпезі.
Співзасновниця Організації українок Канади ім. О. Басараб (1930), Комітету українок Канади (1944) та інших. 18 років працювала учителькою в «Рідній школі», водночас заступником голови, головою Центральної управи, секретарем (10 років) ОУК, референтом преси при відділі КУК. Член президії Світового конґресу українського жіноцтва (1948), де була діяльною в створенні Світової федерації українських жіночих організацій, член контрольної комісії, заступник голови, почесний член цього об'єднання. Співпрацювала з українськими періодичними виданнями в Канаді, зокрема була редактором та співредактором жіночої сторінки в газеті «Новий шлях» (до 1950), почесний член СФУЖО (з 1973).

## Відзнаки
- Шевченківська медаль КУК (1968)[2]